# Joe Sise
Joe Sise (ur. 12 grudnia 1989 w Halmstad) – szwedzki piłkarz pochodzenia gambijskiego występujący na pozycji napastnika.

## Kariera klubowa
Sise karierę rozpoczynał w 2004 roku w czwartoligowym zespole Snöstorp Nyhem FF. W 2005 roku spadł z nim do piątej ligi, a w 2007 roku do szóstej. Wówczas został wypożyczony do trzecioligowego IFK Värnamo. W połowie 2008 roku podpisał kontrakt z klubem Halmstads BK z Allsvenskan. W lidze tej zadebiutował 24 października 2008 w zremisowanym 0:0 pojedynku z GIF Sundsvall, a 23 kwietnia 2009 w wygranym 3:1 spotkaniu z Helsingborgiem strzelił pierwszego gola w Allsvenskan. Graczem Halmstadu był przez cztery sezony.
W styczniu 2012 Sise podpisał kontrakt z duńskim zespołem FC Nordsjælland. Jego zawodnikiem był do końca 2014 roku, jednak przez ten czas nie zadebiutował w barwach klubu. W 2016 został piłkarzem szwedzkiej Halmii, grającej w czwartej lidze i pędził tam sezony 2016 oraz 2017. W sezonie 2018 grał w drugoligowej Landskronie, po czym zakończył karierę.
W Allsvenskan rozegrał 58 spotkań i zdobył 11 bramek.

## Kariera reprezentacyjna
Sise jest byłym reprezentantem Szwecji U-21.